# Trasplante de pene
El trasplante de pene es un procedimiento  quirúrgico en el que un pene es trasplantado a un paciente. El pene puede ser un aloinjerto de un donante humano, o puede ser aumentado artificialmente, aunque este último no se ha probado en seres humanos. Procedimientos de trasplante de periféricos tales como las manos, la cara o la cirugía de trasplante de pene son controvertidos, ya que no son necesarios para garantizar la vida del paciente. Ellos pueden, sin embargo, mejorar significativamente la calidad de vida.

## Procedimiento alotrasplante 2006
El primer procedimiento de este tipo se realizó en septiembre de 2006 en un hospital militar en Guangzhou, China. El paciente, de 44 años de edad, había sufrido la pérdida de la mayor parte de su pene en un accidente. El pene trasplantado provenía de un joven de 22 años de edad con muerte cerebral. Aunque tuvo éxito, el paciente y su esposa sufrieron traumas psicológicos como resultado del procedimiento, y tuvo que revertir la cirugía 15 días después.
Después de esto, Jean-Michel Dubernard, que llevó a cabo el primer trasplante de cara del mundo, escribió que el caso "plantea muchas preguntas y tiene algunos críticos". Aludió a una habitación doble estándar, escribiendo:

No me puedo imaginar cual hubiera sido la reacción de los profesionales médicos, especialistas en ética, y los medios de comunicación, si un equipo quirúrgico europeo hubiera realizado la misma operación."

Un ejemplo de un crítico es Piet Hoebeke, urólogo reconstructivo en Bélgica, que escribió una carta en la que planteó la cuestión de si los comités de ética estaban involucrados, y criticó al grupo por el tiempo de seguimiento de sólo 15 días, afirmando que el éxito anulando a las dos semanas no es predictivo de los resultados a largo plazo, e incluso que las anastomosis arteriales inadecuadas podrían no manifestarse en este momento. El hospital que realizó el primer trasplante de tarde emitió una serie de directrices que, entre otras consideraciones, "recomienda que el procedimiento se restrinja a las personas con lesiones graves que no están dispuestos a someterse a una cirugía reconstructiva tradicional ", según un mini-examen de las cuestiones éticas en torno a un trasplante de pene publicado en el Asian Journal de Andrología.

## Procedimiento en Sudáfrica 2014

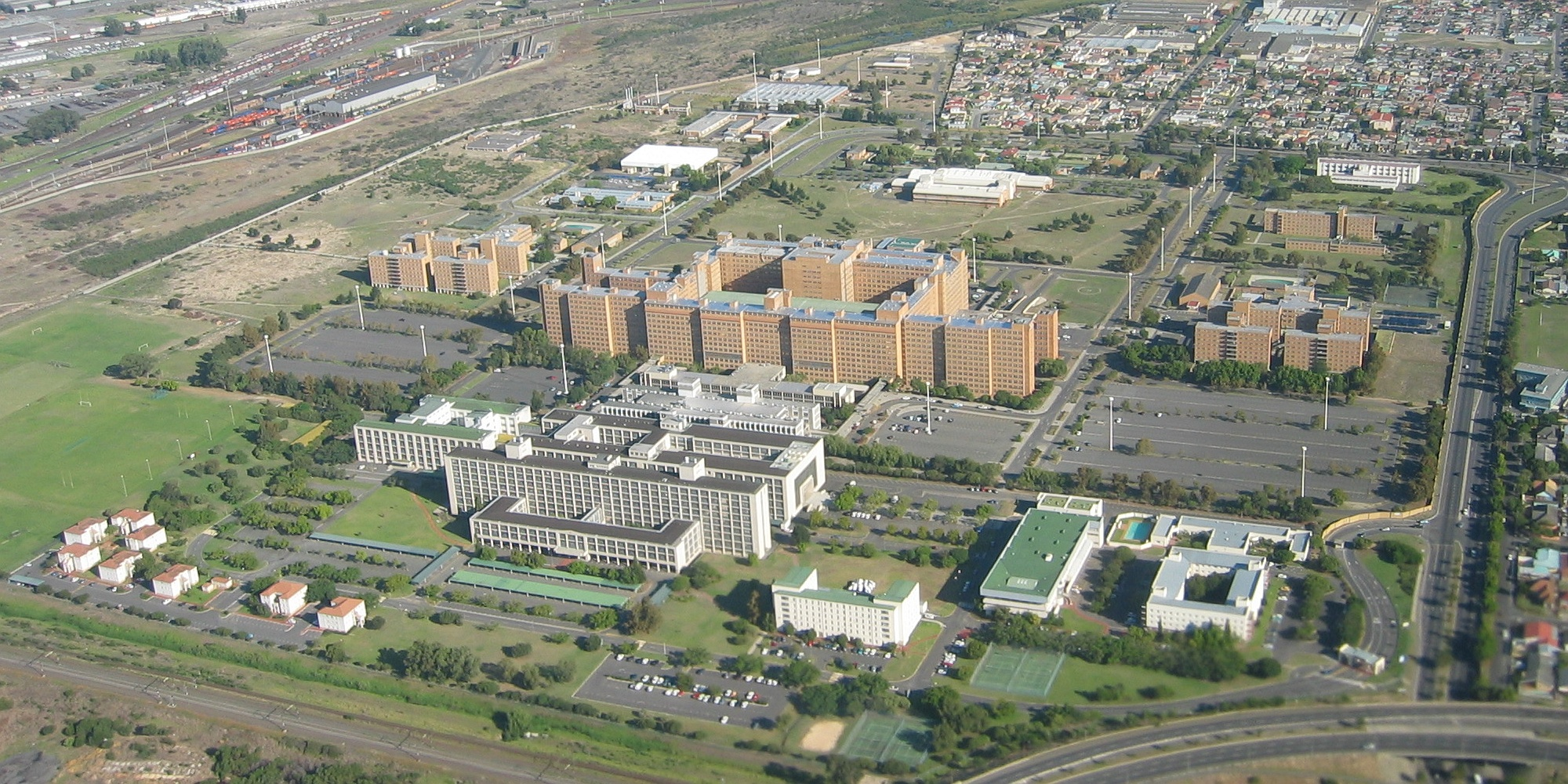
El primer trasplante de pene exitoso se realizó en la Universidad de Stellenbosch en Sudáfrica (campus médico en la foto).

En diciembre de 2014, el primer trasplante de pene exitoso se realizó en un hombre de 21 años de edad, por especialistas de la Universidad de Stellenbosch, en Sudáfrica. El procedimiento de nueve horas utiliza microcirugía para conectar los vasos sanguíneos y los nervios. El paciente había perdido su pene como resultado de un mal procedimiento de circuncisión al que fue sometido a los 18 años. A partir del 13 de marzo de 2015, se informó que el destinatario han recuperado la función en el órgano, incluyendo la micción, la erección, el orgasmo y la eyaculación, pero la sensación se espera que en dos años pueda volver plenamente. Los médicos que realizaron el trasplante fueron sorprendidos por esto, ya que no esperaban que el paciente se recuperarse del todo hasta diciembre de 2016. Dado que las circuncisiones se realizan con frecuencia en algunas partes de África del Sur para marcar la transición de un niño a la edad adulta, y estos son los procedimientos a menudo insalubres, realizados frecuentemente por aficionados no certificados, los médicos han dicho que Sudáfrica tiene personas de las más necesitadas de trasplantes de pene en el mundo.

## Penes cultivados en laboratorio
En 2008, Anthony Atala y sus colegas del Instituto Wake Forest de Medicina Regenerativa de Carolina del Norte trasplantan penes de bioingeniería en 12 conejos. Todos ellos se aparearon y cuatro produjeron descendencia. Fue una prueba para un concepto que había estado trabajando desde 1992, con el objetivo de que los penes humanos puedan trasplantarse. Ha producido versiones de prueba de los penes humanos de bioingeniería, pero ninguno de ellos son aptos para el trasplante todavía.